# شو تورول
شو تورول، آخرین پادشاه اکد بود که طبق فهرست پادشاهان سومری به مدت ۱۵ سال حکومت کرد. این نشان می‌دهد که او جانشین پدرش دودو شد. چند اثر، آثار مهر و غیره نشان می‌دهد که او بر قلمرو اکدی بسیار کاهش یافته که شامل کیش، توتوب و اشنونا می‌شد، تسلط داشت. رودخانه دیاله نیز در آن زمان نام «شو درول» را داشت.